# Adam Oehlenschläger

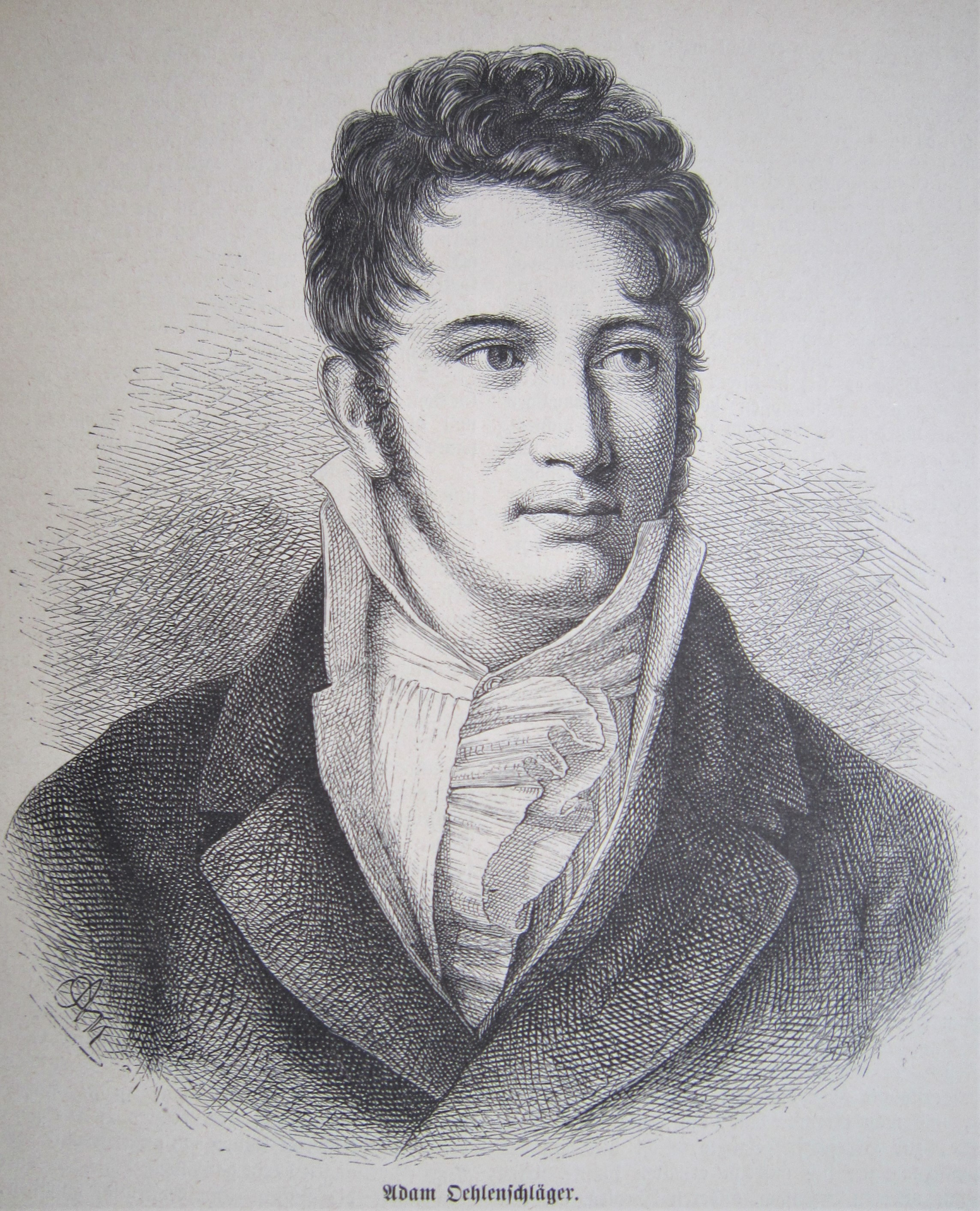
Adam Oehlenschläger, aus Gartenlaube 1879

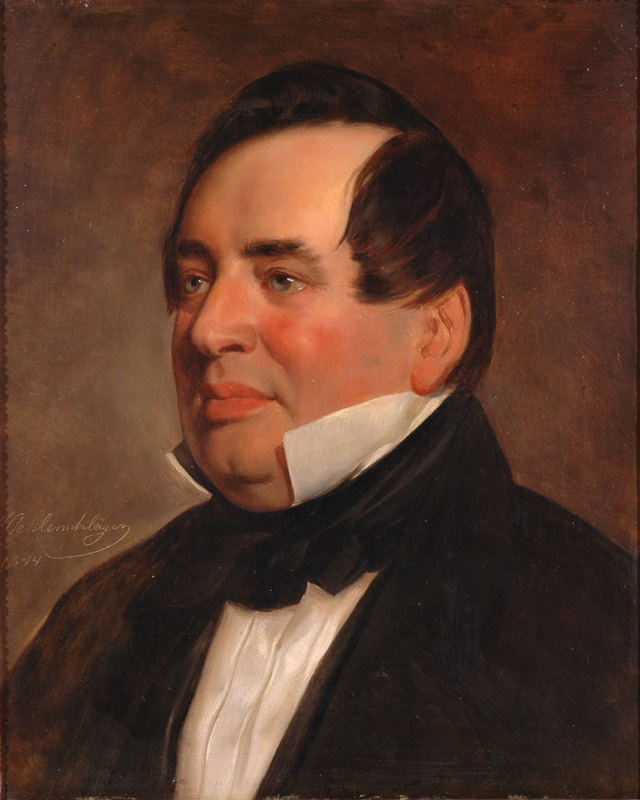
Adam Gottlob Oehlenschläger
(Gemälde von Friedrich von Amerling, 1844)

Adam Gottlob Oehlenschläger (* 14. November 1779 in Vesterbro, Kopenhagen; † 20. Januar 1850 ebenda) war ein dänischer Nationaldichter der Romantik. Er war von 1810 bis zu seinem Tod Professor für Ästhetik an der Universität Kopenhagen und amtierte zweimal als Rektor.

## Werk
1803 veröffentlichte er den Band Digte (Gedichte [Dichtungen]), der verschiedene literarische Formen enthält, so z. B. das berühmt gewordene Gedicht Guldhornene (Die Goldhörner), das als Beginn der dänischen Romantik gilt, und das Lesedrama St. Hansaften-Spel. Er war stark beeinflusst von Henrich Steffens, der ihn der Legende nach in einem 16-stündigen Gespräch zur Romantik bekehrt haben soll, und von den damaligen Strömungen aus Jena um Schelling.
1805 erschien sein bekanntestes Werk, die über 900-seitigen Poetiske Skrifter (Poetischen Schriften) in zwei Bänden, die als wichtigstes Zeugnis der dänischen Romantik gelten.
In seinen Werken nach 1805 wendete er sich von der Romantik transzendental-romantischer Prägung ab und der deutschen Klassik zu, was sich schon im 2. Band der Poetiske Skrifter andeutet. Zum anderen griff er verstärkt auf Elemente der Nordischen Mythologie zurück, die er vornehmlich in Dramenform verarbeitete.
Mit der Hinwendung zur deutschen Klassik begann Oehlenschläger, seine dänischsprachigen literarischen Werke regelmäßig auch ins Deutsche zu übersetzen bzw. sie in deutscher Sprache zu verfassen. So existiert neben dem dänischen Werk Oehlenschlägers ein komplettes deutsches Werk, das er selbst später für zwei Werkausgaben noch einmal redigierte (1829/30 und 1839). Am 17. August 1844 wurde Adam Oehlenschläger in den preußischen Orden Pour le Mérite für Wissenschaft und Künste als ausländisches Mitglied aufgenommen.
1819 verfasste er das Vaterlandslied, das unter dem Namen Der er et yndigt land als Nationalhymne Dänemarks bekannt wurde.
Am 15. Dezember 1817 wurde in Wien Oehlenschlägers Theaterstück Ludlam's Höhle uraufgeführt, dessen Handlung auf dem 2. Abschnitt der Märchenerzählung Erdmann und Marie von Benedikte Naubert basiert. Diese Wiener Theateraufführung war der Anlass für die Gründung der literarischen Gesellschaft Ludlamshöhle, die von 1819 bis 1826 bestand. Sie wurde bis zu ihrem Verbot der berühmteste Treffpunkt von Schauspielern, Sängern, Musikern und Gelehrten des biedermeierlichen Wiens.
Im Jahr 1953 wurde die Oehlenschlägergasse in Wien-Meidling nach dem Dichter benannt. Ferruccio Busoni (1866–1924) vertonte einen Hymnus Oehlenschlägers im Finalsatz seines Klavierkonzerts C - Dur op. 39 (1902–1904).
Oehlenschläger war ab 1810 verheiratet mit Christiane Heger (1782–1841), der Schwester der Salonnière Kamma Rahbek. Durch seine Schwester Sophie Oehlenschläger (1782–1818), die wie er selbst in Rahbeks Salon verkehrte, war er zudem verschwägert mit dem Politiker  Anders Sandøe Ørsted, dem Bruder des Physikers Hans Christian Ørsted.

## Werke
- Vaerker. 11 Bände, hrsg. von der Oehlenschläger Selskabet, Kopenhagen 1972 ff.:

1. Langelands-reise i sommeren 1804. 1972.
2. Oehlenschlägers Levnet fortalt af ham selv. 2 Bde., 1974.
3. Axel og Valborg. 1975 (1810), ISBN 87-87530-01-5.
4. Helge. 1976, ISBN 87-87530-03-1.
5. Nordens guder. 1976, ISBN 87-87530-02-3.
6. Lyrik. 1977, ISBN 87-87530-05-8.
7. Aladdin eller den forunderlige lampe. 1978, ISBN 87-87530-08-2.
8. Digte. 1979, ISBN 87-87530-07-4.
9. Æstetiske Skrifter 1800-1812. 1980, ISBN 87-87530-09-0.
10. Hakon Jarl hin Rige. 1981, ISBN 87-87530-10-4.
11. Prosa. 1987, ISBN 87-87530-13-9.

- Schriften. (Dt. Ausg.), 18 Bde., Breslau 1829/30.
- Werke. (Dt. Ausg.), 21 Bde., Breslau 1839.

### Erstausgaben
- Aladdin eller den forunderlige lampe. Kopenhagen 1805 / dt. Aladdin oder Die Wunderlampe. Amsterdam 1808
- Axel og Valborg. Kopenhagen 1810 / dt. Axel und Walburg, Tübingen 1810 (Faks.-Dr. Bern und F/M 1989).
- Corregio. Kopenhagen 1811 / dt. Corregio, Stuttgart u. Tübingen 1816.
- Hakon Jarl hin Rige. Kopenhagen 1808 / dt. Hakon Jarl, Tübingen 1809.
- Ludlams Hule. Kopenhagen 1814 / dt. Ludlam's Höhle, Berlin u. Wien 1818.
- Palnatoke. Kopenhagen 1809 / dt. Palnatoke, Stuttgart u. Tübingen 1819.
- Erindringer. 4 Bde., Kopenhagen 1850–51 / dt. Meine Lebens-Erinnerungen, 4 Bde., Leipzig 1850–51.

## Belege
1. ↑  Liste der Rektoren auf der Website der Universität Kopenhagen
2. ↑  Orden Pour le Mérite für Wissenschaften und Künste. Die Mitglieder des Ordens. Band 1: 1842–1881. Berlin 1975, ISBN 3-7861-6189-5

| Personendaten    | Personendaten                          |
| ---------------- | -------------------------------------- |
| NAME             | Oehlenschläger, Adam                   |
| ALTERNATIVNAMEN  | Oehlenschläger, Adam Gottlob           |
| KURZBESCHREIBUNG | dänischer Nationaldichter der Romantik |
| GEBURTSDATUM     | 14. November 1779                      |
| GEBURTSORT       | Kopenhagen                             |
| STERBEDATUM      | 20. Januar 1850                        |
| STERBEORT        | Kopenhagen                             |